# Championnat du Costa Rica de football 1995-1996
Navigation
Saison précédente Saison suivante
La Primera División 1995-1996 est la soixante-quatorzième édition de la première division costaricienne.
Lors de ce tournoi, le Deportivo Saprissa a tenté de conserver son titre de champion du Costa Rica face aux onze meilleurs clubs costariciens.
La saison était divisée en deux phases, le vainqueur de la phase régulière et le vainqueur de la phase finale se sont disputé le titre de champion à la fin de la saison.
Lors de la première phase, chacun des douze clubs participant était confronté quatre fois aux onze autres équipes. Puis les huit meilleurs se sont affrontés lors d'une phase finale en fin de saison.
Deux places étaient qualificatives pour la Coupe des champions de la CONCACAF et deux places étaient qualificatives pour le Tournoi des Géants d'Amérique Centrale.

## Les 12 clubs participants
| \| LD Alajuelense / AD Belén AD Carmelita CS Cartagines AD Guanacasteca CS Herediano Municipal Pérez Zeledon Municipal Puntarenas AD Ramonense AD San Carlos \ Deportivo Saprissa Municipal Turrialba \| Localisation des clubs engagés dans le championnat. |
| LD Alajuelense / AD Belén AD Carmelita CS Cartagines AD Guanacasteca CS Herediano Municipal Pérez Zeledon Municipal Puntarenas AD Ramonense AD San Carlos \ Deportivo Saprissa Municipal Turrialba                                                           |

| Club                    | Stade                         | Capacité          | Ville                  |
| LD Alajuelense          | Stade Alejandro Morera Soto   | 17 900            | Alajuela               |
| AD Belén                | Stade inconnu                 | Capacité inconnue | San Antonio            |
| AD Carmelita            | Stade Carlos Alvarado         | 3 000             | Santa Bárbara          |
| CS Cartagines           | Stade José Rafael Meza        | 13 500            | Cartago                |
| AD Guanacasteca         | Stade Chorotega               | 4 000             | Nicoya                 |
| CS Herediano            | Stade Eladio Rosabal Cordero  | 8 100             | Heredia                |
| Municipal Pérez Zeledon | Stade Municipal Pérez Zeledón | 6 000             | San Isidro del General |
| Municipal Puntarenas    | Stade Lito Pérez              | 4 100             | Puntarenas             |
| AD Ramonense            | Stade Carlos Roldan           | 5 000             | San Ramón              |
| AD San Carlos           | Stade Carlos Ugalde Álvarez   | 5 600             | Ciudad Quesada         |
| Deportivo Saprissa      | Stade Ricardo Saprissa        | 23 100            | San José               |
| Municipal Turrialba     | Stade Rafael Ángel Camacho    | 4 500             | Turrialba              |

## Première phase
Lors de la première phase les douze équipes s'affrontent à quatre reprises selon un calendrier tiré aléatoirement.
Les huit meilleures équipes sont qualifiées pour la deuxième phase, le dernier du classement est relégué en Segunda División et l'avant dernier joue un match de barrage face au finaliste de la Segunda División.
Le classement est établi sur le barème de points classique (victoire à 3 points, match nul à 1, défaite à 0).
Le départage final se fait selon les critères suivants :
- Le nombre de points.
- La différence de buts générale.
- La différence de buts particulière.
- Le nombre de buts marqué.

### Classement
| Rang | Équipe                  | Pts | J  | G  | N  | P  | Bp | Bc | Diff |
| ---- | ----------------------- | --- | -- | -- | -- | -- | -- | -- | ---- |
| 1    | LD Alajuelense (T)      | 90  | 44 | 25 | 15 | 4  | 82 | 32 | +50  |
| 2    | CS Herediano            | 82  | 44 | 24 | 10 | 10 | 64 | 37 | +27  |
| 3    | Deportivo Saprissa      | 80  | 44 | 22 | 14 | 8  | 68 | 33 | +35  |
| 4    | CS Cartagines           | 70  | 44 | 19 | 13 | 12 | 54 | 43 | +11  |
| 5    | AD Belén                | 68  | 44 | 17 | 17 | 10 | 54 | 35 | +19  |
| 6    | Municipal Puntarenas    | 57  | 44 | 15 | 12 | 17 | 47 | 55 | -8   |
| 7    | AD San Carlos           | 55  | 44 | 15 | 10 | 19 | 46 | 67 | -21  |
| 8    | AD Ramonense            | 51  | 44 | 15 | 6  | 23 | 50 | 71 | -21  |
| 9    | AD Carmelita (P)        | 50  | 44 | 12 | 14 | 18 | 40 | 54 | -14  |
| 10   | Municipal Pérez Zeledon | 44  | 44 | 10 | 14 | 20 | 37 | 51 | -14  |
| 11   | Municipal Turrialba     | 38  | 44 | 10 | 8  | 26 | 38 | 69 | -31  |
| 12   | AD Guanacasteca (P)     | 35  | 44 | 8  | 11 | 25 | 43 | 77 | -34  |

| Légende : Qualifications et relégations | Légende : Qualifications et relégations                                                                                                |
| --------------------------------------- | --- |
|                                         | Coupe des champions de la CONCACAF 1997 (1er Tour de qualification) Tournoi des Géants d'Amérique Centrale 1997 (en) (Phase de Groupe) |
|                                         | Coupe des champions de la CONCACAF 1997 (1er Tour de qualification)                                                                    |
|                                         | Tournoi des Géants d'Amérique Centrale 1997 (en) (Phase de Groupe)                                                                     |
|                                         | Qualifié pour le barrage de relégation en Segunda División                                                                             |
|                                         | Relégué en Segunda División |
|                                         | En gras : Qualifié pour les quarts de finale (T) : Tenant du titre (P) : Promu de la saison 1994-1995                                  |

## Barrage de relégation
| Club                | Aller              | Retour             | Club        | Commentaire |
| Municipal Turrialba | Résultats inconnus | Résultats inconnus | Universidad |             |

## Phase Finale
Les huit équipes qualifiées sont réparties dans le tableau final d'après leur classement général.
En cas d'égalité sur la somme des deux matchs, des prolongations puis une séance de tirs au but ont lieu.

### Tableau
|  |                      |               |                    |               |                |     |      |            |            |            |            |                |     |   |        |        |        |        |        |  |  |
|  | 1/4 de finale        | 1/4 de finale | 1/4 de finale      | 1/4 de finale | 1/4 de finale  |     |      | 1/2 finale | 1/2 finale | 1/2 finale | 1/2 finale | 1/2 finale     |     |   | Finale | Finale | Finale | Finale | Finale |  |  |
|  |                      |               |                    |               |                |     |      |            |            |            |            |                |     |   |        |        |        |        |        |  |  |
|  |                      |               |                    |               |                |     |      |            |            |            |            |                |     |   |        |        |        |        |        |  |  |
|  | AD Belén             | (5)           | 2                  | 1             |                |     |      |            |            |            |            |                |     |   |        |        |        |        |        |  |  |
|  | AD Belén             | (5)           | 2                  | 1             |                |     |      |            |            |            |            |                |     |   |        |        |        |        |        |  |  |
|  | LD Alajuelense       | (1)           | 2                  | 3             |                |     |      |            |            |            |            |                |     |   |        |        |        |        |        |  |  |
|  | LD Alajuelense       | (1)           | 2                  | 3             | LD Alajuelense | (1) | 4    | 2          |            |            |            |                |     |   |        |        |        |        |        |  |  |
|  |                      |               |                    |               |                | (1) | 4    | 2          |            |            |            |                |     |   |        |        |        |        |        |  |  |
|  |                      |               | Deportivo Saprissa | (3)           | 2              | 3   |      |            |            |            |            |                |     |   |        |        |        |        |        |  |  |
|  | AD San Carlos        | (7)           | Deportivo Saprissa | (3)           | 2              | 3   | 2    | 0          |            |            |            |                |     |   |        |        |        |        |        |  |  |
|  | AD San Carlos        | (7)           |                    |               |                |     |      |            |            |            |            |                |     |   |        |        |        |        |        |  |  |
|  | Deportivo Saprissa   | (3)           | 3                  | 3             |                |     |      |            |            |            |            |                |     |   |        |        |        |        |        |  |  |
|  | Deportivo Saprissa   | (3)           | 3                  | 3             |                |     |      |            |            |            |            | LD Alajuelense | (1) | 0 | 2      |        |        |        |        |  |  |
|  |                      |               |                    |               |                |     |      |            |            |            |            | LD Alajuelense | (1) | 0 | 2      |        |        |        |        |  |  |
|  |                      | CS Cartagines | (4)                | 1             | 2              |     |      |            |            |            |            |                |     |   |        |        |        |        |        |  |  |
|  | Municipal Puntarenas | CS Cartagines | (4)                | 1             | 2              | (6) | 0    | 0          |            |            |            |                |     |   |        |        |        |        |        |  |  |
|  | Municipal Puntarenas |               |                    |               |                |     | 0    | 0          |            |            |            |                |     |   |        |        |        |        |        |  |  |
|  | CS Herediano         | (2)           | 0                  | 2             |                |     |      |            |            |            |            |                |     |   |        |        |        |        |        |  |  |
|  | CS Herediano         | (2)           | 0                  | 2             | CS Herediano   | (2) | 0    | 1          | 0(D)       |            |            |                |     |   |        |        |        |        |        |  |  |
|  |                      |               |                    |               |                | (2) | 0    | 1          | 0(D)       |            |            |                |     |   |        |        |        |        |        |  |  |
|  |                      |               | CS Cartagines      | (4)           | 1              | 0   | 0(V) |            |            |            |            |                |     |   |        |        |        |        |        |  |  |
|  | AD Ramonense         | (8)           | CS Cartagines      | (4)           | 1              | 0   | 0(V) | 3          | 0          |            |            |                |     |   |        |        |        |        |        |  |  |
|  | AD Ramonense         | (8)           |                    |               |                |     |      | 3          | 0          |            |            |                |     |   |        |        |        |        |        |  |  |
|  | CS Cartagines        | (4)           | 1                  | 3             |                |     |      |            |            |            |            |                |     |   |        |        |        |        |        |  |  |
|  | CS Cartagines        | (4)           | 1                  | 3             |                |     |      |            |            |            |            |                |     |   |        |        |        |        |        |  |  |

### Quarts de finale
| Club                 | Aller | Retour | Club               | Commentaire |
| AD Belén             | 2-2   | 1-3    | LD Alajuelense     |             |
| AD San Carlos        | 2-3   | 0-3    | Deportivo Saprissa |             |
| Municipal Puntarenas | 0-0   | 0-2    | CS Herediano       |             |
| AD Ramonense         | 3-1   | 0-3    | CS Cartagines      |             |

### Demi-finales
| Club           | Aller | Retour | Club               | Commentaire                 |
| CS Herediano   | 0-1   | 1-0    | CS Cartagines      | Tirs au but : Score inconnu |
| LD Alajuelense | 4-2   | 2-3    | Deportivo Saprissa |                             |

### Finale
| Match aller | LD Alajuelense | 0:1 | CS Cartagines  | Stade Alejandro Morera Soto |  |
| 7 juillet   |                |     | Buteur inconnu |                             |  |

| Match retour | CS Cartagines    | 2:2 | LD Alajuelense   | Stade José Rafael Meza |  |
| 14 juillet   | Buteurs inconnus |     | Buteurs inconnus |                        |  |

## Finale du championnat
Elle oppose le leader de la saison régulière au vainqueur de la seconde phase du championnat.
| Match aller | LD Alajuelense   | 3:1 | CS Cartagines  | Stade Alejandro Morera Soto |  |
| 21 juillet  | Buteurs inconnus |     | Buteur inconnu |                             |  |

| Match retour | CS Cartagines  | 1:1 | LD Alajuelense | Stade José Rafael Meza |  |
| 31 juillet   | Buteur inconnu |     | Buteur inconnu |                        |  |

## Bilan du tournoi
| Tableau d'Honneur |                |
| Compétition       | Vainqueur      |
| Primera División  | LD Alajuelense |

| Qualifications continentales 1996-1997 |                                   |
| Coupe des champions de la CONCACAF     | Qualifiés                         |
| Premier tour de qualification          | LD Alajuelense CS Cartagines      |
| Tournoi des Géants d'Amérique Centrale | Qualifiés                         |
| Phase de Groupe (en)                   | LD Alajuelense Deportivo Saprissa |

| Promotions et relégations   |                 |
| Relégué en Segunda División | AD Guanacasteca |
| Promu de Segunda División   | AD Goicoechea   |

## Statistiques

### Meilleur buteur
| Rang | Nom             | Équipe             | Buts |
| 1    | Ronald Gomez    | LD Alajuelense     | 20   |
| 2    | Norman Gomez    | CS Cartagines      | 19   |
| 2    | Nicolas Suazo   | CS Herediano       | 19   |
| 2    | Allan Oviedo    | AD Belén           | 19   |
| 5    | Javier Wanchope | Deportivo Saprissa | 15   |
| 6    | Gilberth Solano | AD Belén           | 12   |
| 7    | Carlos Wanchope | AD Carmelita       | 11   |
| 7    | Froilan Ledezma | LD Alajuelense     | 11   |
| 7    | Ronald Vega     | AD San Carlos      | 11   |